# Ténenkou
Ténenkou est une ville et une commune urbaine malienne, chef-lieu du cercle de Ténenkou dans la région de Moptis, située à 90 km à l'ouest de Mopti.

## Villages
La commune compte une localité relevée lors du recensement général de 2009 :
- Ténenkou (11 274 habitants)

## Politique
| Année | Maire élu              | Parti politique |
| ----- | ---------------------- | --------------- |
| 2004  | Mamoudou Cissé         | URD             |
| 2023  | Allaye abdramane cisse | URD             |